# Vincent Massari
Vincent Massari (Luco dei Marsi, 29 novembre 1898 – Pueblo, 16 novembre 1976) è stato un politico, editore e giornalista italiano naturalizzato statunitense, membro della Camera dei rappresentanti del Colorado dal 1955 al 1965 e senatore per lo stesso Stato dal 1965 al 1976. Grazie al suo impegno politico fu istituita nel 1975 la Colorado State University Pueblo.

## Biografia
Vincent Massari nacque come Vincenzo Massari a Luco dei Marsi (AQ), Abruzzo, il 29 novembre 1898. Emigrò dall'Italia nel 1915, dopo aver studiato in un seminario nel comune di Penne (nella contemporanea provincia di Pescara), pochi giorni prima del disastroso terremoto di Avezzano del 1915, che provocò migliaia di vittime, e pochi mesi prima della partecipazione dell'Italia alla prima guerra mondiale. Arrivato nella seconda metà di gennaio negli Stati Uniti d'America a Ellis Island, si stabilì nella contea di Las Animas, in Colorado, prima di trasferirsi definitivamente a Pueblo con i suoi genitori. Da convinto antifascista, lavorò da adolescente nel giornalismo e prestò servizio sindacale, collaborando con giornali letti principalmente da italoamericani. Collaborò e diresse redazioni come L'Unione (dal 1925 al 1945 circa), fondata da Ettore Chiariglione, uno dei padri del Columbus Day, e Marsica Nuova, giornale che Massari fondò nel 1918, appena ventenne. Attraverso le sue pagine pubblicò notizie dall'Abruzzo ed entrò in contatto con personaggi importanti dell'antifascismo italiano come il sulmonese Carlo Tresca. Trattò argomenti politici e culturali come la storia del lago Fucino e gli anni successivi al suo prosciugamento, nonché la ricostruzione della Marsica dopo il terremoto del 1915 che distrusse quasi completamente Avezzano e il suo circondario. Promosse sin da subito convintamente le opere di Ignazio Silone, pubblicando a puntate su L'Unione il romanzo Fontamara, opera bandita in Italia durante il ventennio fascista.
Nel 1937 fu eletto presidente della federazione colombiana delle società italoamericane e divenne membro della camera di commercio di Pueblo. Nel 1954 si candidò alla Camera dei rappresentanti del Colorado e prestò servizio nella Camera per 10 anni fino a quando si trasferì al Senato del Colorado nel 1965.
Nel 1960 ricevette la Stella della Solidarietà Italiana dal Presidente della Repubblica Giovanni Gronchi, come riconoscimento per aver cementato i buoni rapporti tra Italia e Stati Uniti.
È stato eletto tre volte al Senato del Colorado, prestando servizio dal 1965 al 1976 come membro del Partito Democratico. Grazie alla dedizione politica e al suo fervido impegno, che gli fece guadagnare l'appellativo di "Leone italiano", la Colorado State University Pueblo (CSU Pueblo)  fu istituita ufficialmente nel 1975.
Massari morì il 16 novembre 1976, all'età di circa 77 anni, in un ospedale statale del Colorado.

## Vita privata
Vincent Massari si sposò con Amalia Perasso il 21 agosto 1917. Ebbero due figlie: Angelina e Rose. Una delle sue pronipoti è Judith (Judy A.) Massare, nota paleontologa statunitense specializzata nella ricerca sui rettili marini del Giurassico.

## Onorificenze e riconoscimenti
L'arena Massari dell'università statale di Pueblo è dedicata alla sua memoria.